# Хмелівська сільська територіальна громада
Хмелівська сільська громада — територіальна громада в Україні, в Роменському районі Сумської області. Адміністративний центр — село Хмелів.
Площа громади — 387,4 км², населення — 5 975 мешканців (2020).
19 липня 2020 року, в результаті адміністративно-територіальної реформи та ліквідації Роменського району(1930-2020), громада увійшла до складу новоутвореного Роменського району.

## Населені пункти
У складі громади 1 селище (Діброва) та 24 села:
- Басівка
- Бессарабка
- Велика Бутівка
- Великі Будки
- Володимирівка
- Вощилиха
- Гаї
- Дзеркалька
- Заклимок
- Залуцьке
- Заріччя
- Коновали
- Косарівщина
- Пшінчине
- Сміле
- Сулими
- Федотове
- Харченки
- Хмелів
- Хрещатик
- Хустянка
- Червоне
- Шкуматове
- Ярове